# Kranich (Sternbild)
Der Kranich (lateinisch Grus) ist ein Sternbild des Südhimmels.

## Beschreibung

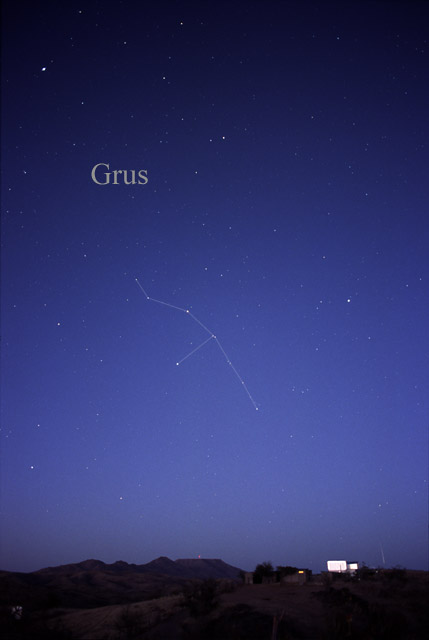
Das Sternbild, wie es mit dem bloßen Auge gesehen werden kann

Der Kranich hat etwa die Form eines umgekehrten Y. Zwei seiner Sterne, α und β Gruis, sind auffallend hell und weisen einen deutlichen Farbkontrast auf. α Gruis leuchtet bläulich weiß, während β Gruis orange leuchtet.
Vom Kranich ist von Deutschland aus in sehr klaren Herbstnächten höchstens der nördlichste Teil mit dem Stern γ Gruis zu sehen. Vollständig sichtbar ist er erst südlich des 35. Breitengrades.

## Geschichte
Ursprünglich wurden die Sterne dem Sternbild Südlicher Fisch zugeordnet.
Ende des 16. Jahrhunderts beschrieben die niederländischen Seefahrer und Entdecker Pieter Dirkszoon Keyser und Frederick de Houtman die Sterne als eigenständiges Sternbild Den Reygher („der Reiher“) Kranich. Petrus Plancius und Jodocus Hondius setzten ihn 1598 resp. 1600 als Phoenicopterus („Phönix“). Johann Bayer übernahm das Sternbild dann unter der heutigen Bezeichnung in seinen 1603 erschienenen Himmelsatlas Uranometria.

## Himmelsobjekte

### Sterne
Wegen der südlichen Lage haben die Sterne keine Flamsteed-Bezeichner.
| B  | Namen o. andere Bezeichnungen | Vmag | Lj  | Spektralklasse |
| -- | ----------------------------- | ---- | --- | -------------- |
| α  | Alnair                        | 1,73 | 101 | B7 IV          |
| β  | Tiaki                         | 2,07 | 170 | M5 III         |
| γ  | Aldhanab                      | 3,01 | 203 | B8 III         |
| ε  |                               | 3,49 | 80  | A2 V           |
| ι  |                               | 3,88 | 150 | K0 III         |
| δ1 |                               | 3,97 | 150 | G6 III         |
| ζ  |                               | 4,11 |     |                |
| δ2 |                               | 4,12 | 400 | M4 III         |
| θ  |                               | 4,28 |     |                |
| λ  |                               | 4,47 |     |                |
| μ1 |                               | 4,79 |     |                |
| η  |                               | 4,84 |     |                |
| ρ  |                               | 4,84 |     |                |
| μ2 |                               | 5,11 |     |                |
| ξ  |                               | 5,29 |     |                |
| π  |                               | 5,3  | 200 | F2 + C         |
| κ  |                               | 5,37 |     |                |
| ν  |                               | 5,47 |     |                |
| ο  |                               | 5,53 |     |                |
| φ  |                               | 5,54 |     |                |
| υ  |                               | 5,70 |     | A0V            |
| τ3 |                               | 5,71 |     | A4m A5-F2      |
| σ2 |                               | 5,85 |     |                |
| τ1 |                               | 6,03 | 106 | G0 V           |
| τ2 | HD 216655                     | 7,03 | 46  | G3/6           |

Alpha Gruis, der hellste Stern im Kranich, ist 101 Lichtjahre entfernt. Der Name Al Nair ist altarabischen Ursprungs und bedeutet „der Erleuchtete“.
Gamma Gruis ist ein 203 Lichtjahre entfernter, bläulich leuchtender Stern der Spektralklasse B8. Der arabische Name Al Dhanab bedeutet „Schwanz“.

### Doppelsterne
| Objekt | Größen  | Abstand |
| ------ | ------- | ------- |
| π      | 5,6/6,6 | 261"    |

Die am Nachthimmel etwa gleichhellen Sterne Delta1 und Delta2 Gruis erscheinen mit bloßem Auge als Doppelsternsystem, da sie nur 16,1 Bogenminuten auseinanderstehen. Es handelt sich allerdings nur um einen Asterismus, denn die beiden Sterne sind tatsächlich 150 und 450 Lichtjahre von der Erde entfernt.
Ein „echtes“ physisches Doppelsternsystem, dessen Komponenten sich um einen gemeinsamen Schwerpunkt bewegen, ist πGruis in 200 Lichtjahren Entfernung. Das System kann bereits mit einem kleineren Teleskop in Einzelsterne aufgelöst werden.

### NGC-Objekte
| NGC  | Vmag | Typ     |
| ---- | ---- | ------- |
| 7213 | 10,1 | Galaxie |
| 7410 | 10,4 | Galaxie |
| 7424 | 10,2 | Galaxie |
| 7525 | 14,1 | Galaxie |
| 7590 | 11,3 | Galaxie |

Im nordöstlichen Teil des Kranichs befinden sich mehrere Galaxien. Zur Beobachtung benötigt man ein Teleskop von mindestens 15 cm Öffnung.